# Paragolsinda fruhstorferi
Paragolsinda fruhstorferi är en skalbaggsart som beskrevs av Stefan von Breuning 1956. Paragolsinda fruhstorferi ingår i släktet Paragolsinda och familjen långhorningar. Inga underarter finns listade i Catalogue of Life.